# Hobart (Oklahoma)
Hobart – miasto w Stanach Zjednoczonych, w stanie Oklahoma, w hrabstwie Kiowa.